# ジャンニ・メールスマン
ジャンニ・メールスマン（Gianni Meersman、1985年12月5日 - ）は、ベルギー、ティルト出身の自転車競技（ロードレース）選手。

## 経歴
祖父・モリス、父・リュクはプロのロードレース選手だった。
2007年、ディスカバリーチャンネルにおいてプロ選手となる。
2016年、ブエルタ・ア・エスパーニャにて、自身の目標としていたワールドツアー初勝利を挙げる。
2017年、フォーチュネオ・ヴァイタルコンセプトにエースとしての移籍が決まっていたが、健康診断により心臓に異常が見つかり引退を決めた。

## 主な戦績

### 2001年
- ベルギー選手権 優勝(オムニアム・ノーヴィスクラス)

### 2002年
- ベルギー選手権 優勝(個人追抜・ジュニア部門)

### 2004年
- シルキュイ・ド・ワロニー 優勝

### 2005年
- ツール・ド・ラ・プロヴァンス・ド・ナミュール 総合優勝

### 2007年
- ツール・ド・ジョージア 区間1勝(第3)
- オーストリア一周 区間1勝（第5）

### 2008年
- ツール・ド・ワロニー 区間1勝(第4)

### 2011年
- シルキュイ・デ・アルダンヌ・アンテルナシオナル 総合優勝

### 2012年

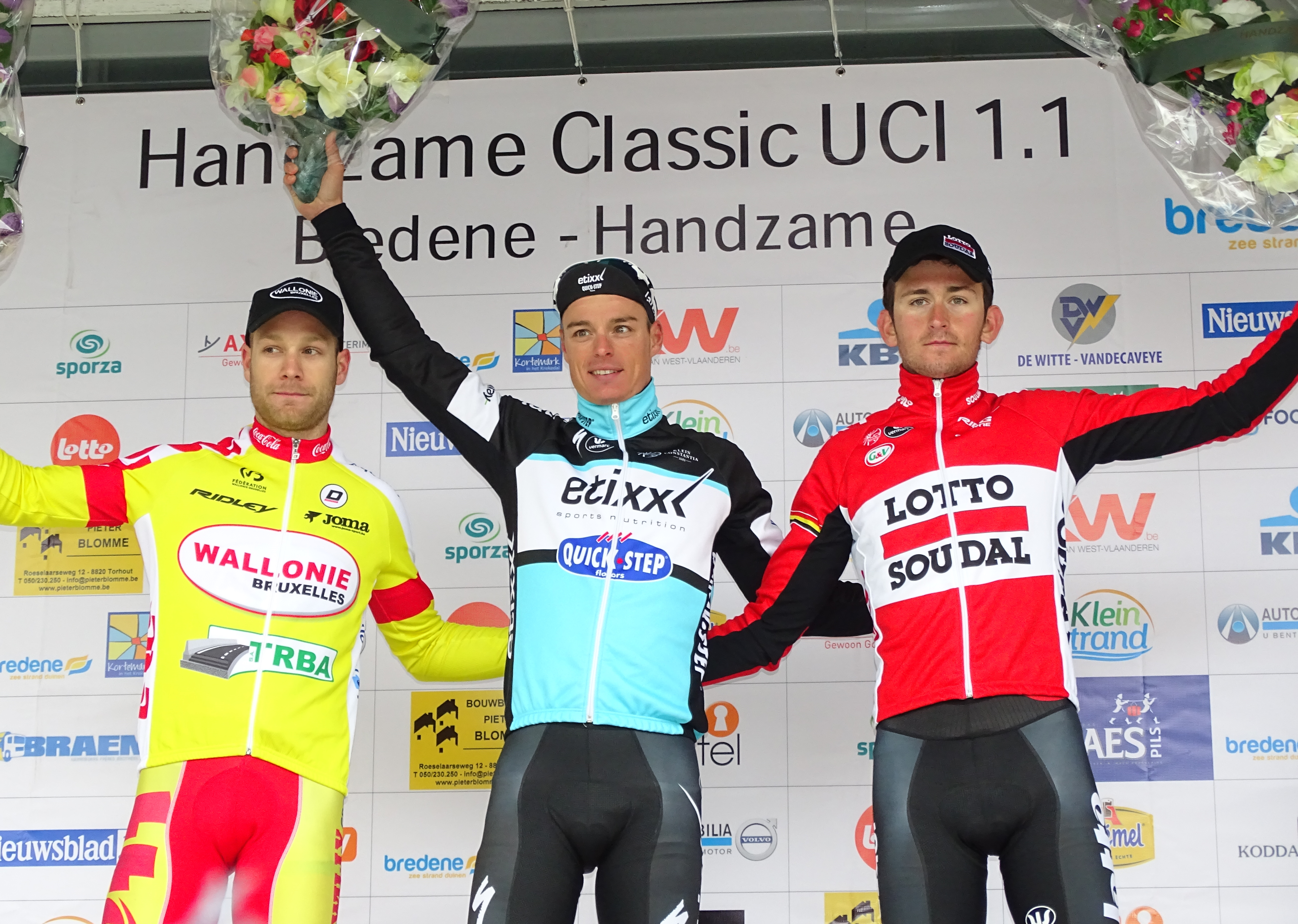
Handzame Classic 2015 : Antoine Demoitié (2), Gianni Meersman (1) & Tiesj Benoot (3).

- パリ〜ニース 区間1勝(第4)
- ツール・ド・ワロニー 総合2位
- クラシカ・サンセバスティアン 3位

### 2013年
- カタルーニャ一周 区間2勝(第1、2)
- ツール・ド・ロマンディ 区間2勝(第1、3)
- クリテリウム・デュ・ドフィネ ポイント賞

### 2014年
- トロフェオ・ムーロ　優勝
- ツール・ド・ワロニー　総合優勝、ポイント賞、区間優勝（第5ステージ）
- ツール・ド・レン　区間優勝（プロローグ、第2ステージ）

### 2015年
- カデル・エヴァンス・グレートオーシャン・ロードレース　優勝
- ヴォルタ・アン・アルガルヴェ　区間優勝（第1ステージ）
- ハンドザーメ・クラシック　優勝

### 2016年
- ツール・ド・ワロニー　総合2位

- ブエルタ・ア・エスパーニャ　区間優勝（第2,5ステージ）